# Fortaleza CEIF
Fortaleza Fútbol Club – kolumbijski klub piłkarski z siedzibą w mieście Zipaquirá, obecnie występuje w Categoría Primera B.

## Historia
Pod koniec 2010 roku grupa firm wykupiła udziały zespołu Atlético Juventud, którego długi sięgały 900 milionów kolumbijskich pesos. Na jego licencji 4 stycznia 2011 została założona nowa drużyna Fortaleza Fútbol Club i w swoim debiutanckim sezonie – 2011 – przystąpiła do rozgrywek drugiej ligi. Prezesem klubu został były reprezentant Kolumbii Ricardo Pérez. Pierwszy, historyczny mecz Fortaleza rozegrała 30 stycznia 2011 w lidze z Universitario de Popayán, zakończony ostatecznie wynikiem 2:2. Na zakończenie rozgrywek ekipa zajęła dziesiąte miejsce w Categoría Primera B na osiemnaście występujących w niej zespołów.